# Miguel Quinteros
Miguel Ángel Quinteros (ur. 28 grudnia 1947 w Buenos Aires) – argentyński szachista, arcymistrz od 1973 roku.

## Kariera szachowa
W szachy gra od siódmego roku życia. W latach 70. i do połowy 80. należał do ścisłej czołówki argentyńskich szachistów. Pięciokrotnie zdobył medale w indywidualnych mistrzostwach Argentyny: dwukrotnie złote (1966, 1980), srebrny (1984) oraz dwukrotnie brązowe (1968, 1978). Dwukrotnie startował w turniejach międzystrefowych (eliminacji mistrzostw świata): w Leningradzie (1973) i Manili (1976). Odniósł wiele sukcesów w międzynarodowych turniejach, m.in. w Niszu (1970, I), Olocie (1971, II-IV), São Paulo (1972, I-II), Wijk aan Zee (1973, turniej B, I-II), Torremolinos (1973, I-II), Lublanie (1973, II-IV), Arrecife (1974, I), Lanzarote (1974, I), Torremolinos (1975, I-II), Fortalezie (1975, II), Caracas (1976, I), São Paulo (1977, II), Londynie (1977, II-IV), Wellington (1978, I), Dżakarcie (1978, I-II), Morónie (1982, I) oraz Nowym Sadzie (1982, II-III).
W latach 1970–1984 sześciokrotnie (w tym 4 razy na I szachownicy) wystąpił na szachowych olimpiadach, zdobywając w roku 1976 w Hajfie srebrny medal  za indywidualny wynik na III szachownicy. Łącznie rozegrał 80 olimpijskich partii, w których zdobył 51 pkt.
Najwyższy ranking w karierze osiągnął 1 stycznia 1977, z wynikiem 2555 punktów dzielił wówczas 30. miejsce na światowej liście FIDE, jednocześnie zajmując 1. miejsce wśród argentyńskich szachistów.
W 1987 został przez Międzynarodową Federacją Szachową zdyskwalifikowany na trzy lata za pobyt w Republice Południowej Afryki (wówczas kraju, który był wykluczony z FIDE z powodu apartheidu), w czasie którego rozegrał symultany w Kapsztadzie, Sun City oraz Johannesburgu.